# Ófærufoss

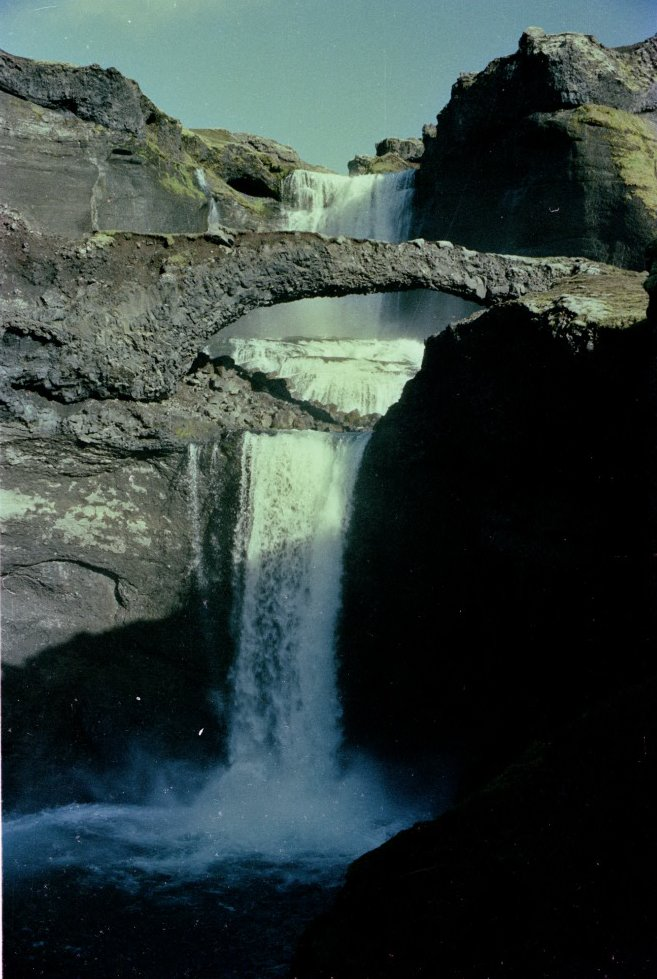
L'arco naturale sulla cascata Ófærufoss nel 1984, prima del crollo.

Ófærufoss (in lingua islandese: cascata insuperabile) è una cascata situata nel canyon del vulcano Eldgjá, situato tra Landmannalaugar e Kirkjubæjarklaustur, nella parte meridionale dell'Islanda.

## Descrizione
La cascata di Ófærufoss si trova lungo il corso del fiume Norðari-Ófæra, un affluente dello Skaftá, nel punto in cui si getta nel canyon dell'Eldgjá.

## Arco naturale
Fino al 1993 la cascata era caratterizzata da un arco naturale in pietra che la sovrastava. L'arco è crollato nel corso dell'inverno 1992-93, probabilmente a causa dell'erosione causata dallo scioglimento dei ghiacci.
L'arco naturale era costituito di lava basaltica di origine vulcanica, attraverso cui l'erosione provocata dalle acque del fiume aveva scavato un'apertura che permetteva il deflusso della corrente nel canyon sottostante.

## Turismo
La cascata è raggiungibile a piedi in circa mezz'ora di cammino dal parcheggio situato all'estremità della breve strada F223.